# 伊賀良荘
伊賀良荘（いがらのしょう）は、信濃国伊那郡（現在の長野県飯田市から下伊那郡南部）にあった荘園。
天竜川左岸段丘上の笠松山麓を中心に立地し、荘域は松川以南から阿知川にかけての範囲から、漸次南方に拡大し、三河国境に至る南北十里、東西五里にわたる広大な荘園となった。阿南町の二善廃寺の応永19年（1412年）銘の棟札や瑞光院の享禄元年（1528年）の鐘銘から当荘の一部であったことがうかがえる。

## 歴史
平安後期の院政時代には、摂関家の門跡妙香院に寄進され、応和元年（961年）の同荘園目録に名が見える。信濃の皇室領荘園としては最早期の成立である。後に堀河天皇が建立した尊勝寺領となった。
鎌倉時代には、『吾妻鏡』文治2年3月12日（1186年4月3日）条に後白河法皇から源頼朝に示された「関東御知行国々内乃具未済庄々注文」にも名が見えるが、同4年（1188年）には八条院領となっている。地頭職は北条時政であったが、嘉暦4年（1329年）の幕府下知状案では江馬氏に伝領されており、四条頼基が地頭代として入部し、荘内の河路郷に開善寺を創建した。『色部文書』によれば江馬氏が荘の一部を南禅寺に寄進した。
室町時代には、小笠原氏の信濃における根本所領となっており、文明年間から伊那小笠原氏の正嫡争いと伊賀良荘の領有を巡り、松尾城の松尾小笠原氏と鈴岡城の鈴岡小笠原氏が抗争し、松尾家によって統一されたが、府中小笠原氏に攻められると、甲斐国の武田氏を頼ってその支配下に入った。荘園は解体され、阿知川を境に国衆領の「松尾領」と「下条領」に纏められた。武田氏により永禄3年（1560年）河路郷が諏訪大社下社に安堵されている。また荘全体で諏訪大社の造営や御射山祭の頭役を勤仕した。